# 仙台市立寺岡中学校
仙台市立寺岡中学校（せんだいしりつてらおかちゅうがっこう）は、宮城県仙台市泉区寺岡二丁目にある公立中学校。通称は「寺中」（てらちゅう）。

## 概要
泉パークタウンが開発されて、通学していた既存の七北田中学校の生徒数が急増し、手狭になったために泉パークタウン地区に新たに中学校を増設することとなり、開校した。1990年、更に生徒数が増えた為高森地区に仙台市立高森中学校が開校、分離した。高森中学校ができる以前は高森地区の生徒は自転車通学をしていたので、本校には自転車置き場がある。しかし今では自転車登校の生徒がいないため必要なくなってしまった。  
通称『寺中』。

## 沿革
- 1983年（昭和58年）4月1日 - 泉市立七北田中学校より分離、泉市立寺岡中学校として開校。
- 1988年（昭和63年）3月1日 - 仙台市立寺岡中学校に名称変更。
- 1990年（平成2年）4月1日 - 仙台市立高森中学校が寺岡中学校より分離・開校。

## 学区
仙台市立寺岡小学校学区

## 部活動
- 運動部
  - 陸上部、野球部、サッカー部、ソフトテニス部、剣道部、バスケットボール部、卓球部、女子バレーボール部

- 文化部      
  - 総合文化部、美術部、吹奏楽部

## 出身者
- 佐々木匠（プロサッカー選手、ベガルタ仙台所属）
- 千葉百音（フィギュアスケート選手）